# 読売サッカークラブ
読売サッカークラブ（よみうりサッカークラブ）は、かつて存在した日本のサッカークラブ。読売新聞社、株式会社よみうりランドが主体となって1969年に創設された。呼称は「読売」もしくは「読売クラブ」。日本プロサッカーリーグ（Jリーグ）に加盟する東京ヴェルディ1969の前身となったクラブである。

## 概要
読売サッカークラブの創設は、サッカー日本代表がメキシコオリンピックで三位入賞・銅メダルを獲得した1968年10月の1ヶ月後、当時の日本蹴球協会（日本サッカー協会）会長・野津謙が将来のプロ化導入を目指して読売新聞社を訪れ、読売会長の正力松太郎にプロサッカーチームの創設を依頼したことに始まる。
1968年秋に全日本大学サッカー選手権大会で優勝した東京教育大学蹴球部（現：筑波大学蹴球部）監督の成田十次郎に野津から電話があり、「読売の正力さんが、いずれ野球の次はサッカーのプロ化の時代が来るといっている。君はヨーロッパのサッカーに通じているので、一つ協力してやってくれないか。読売新聞と日本テレビが協力して、読売ランドの中に芝生一面を含む四面のサッカー場とクラブハウスを設置して、ヨーロッパのようなクラブ組織を作る。それをプロへつなげるという仕事をして下さい」という説明があった。成田は野津の要請をただちに承諾、間もなく日本テレビの笹浪永光（笹浪昭平）が成田の自宅を訪れ、「経済的には、読売新聞社、日本テレビ、よみうりランドが支援し、折衝には私が責任を持つので監督に」という要請があり、笹浪から「できるだけ早く上のリーグへ昇格することと、クラブが募集する少年たちの指導のために、東京教育大学の選手を連れてきてもらいたい」との依頼を受け、当時監督を務めていた東京教育大学の選手を連れて成田が読売クラブの初代監督に就任した。
正力逝去の8日前1969年10月1日、読売新聞社を中心に日本テレビ放送網、株式会社よみうりランド、報知新聞社の協力で「プロ野球に次ぐプロスポーツ」を視野に入れて任意団体として、「読売サッカークラブ」は発足した。日本のトップリーグ（日本サッカーリーグ：JSL）がまだアマチュアスポーツの域に甘んじていた時代に、プロを目指す日本初の「クラブチーム」としての発足であった。10月12日、現在の東京ヴェルディクラブハウスがある場所で、天然芝のサッカー場四面のグラウンド開きとサッカースクール開校式が行われ、式典には当時の日本サッカー協会野津謙会長、来日中だったスタンリー・ラウスFIFA会長など来賓約100名が出席してセレモニーが行われた。
クラブの実質的責任者は日本テレビの笹浪永光（笹浪昭平）で、チーム作りは監督の成田が行った。結成前に日本テレビ放送網の実業団サッカー部（日本テレビ・サッカー部）があり、東京教育大学全日本大学サッカー選手権優勝時の主将・柴田宗宏が1969年春、同大学を卒業しコーチとしてこのチームに加わり、東京都社会人サッカーリーグ2部(B)に加盟。正式に「読売サッカークラブ」と正式にチーム名を正式に改めたのは1970年2月。柴田が首都圏の学校に就職していた仲間を加え、その後はとんとん拍子に昇格した。「読売サッカークラブ」は先の「日本テレビ・サッカー部」を発展解消させたとも言われる。ただ成田十次郎は「日本テレビ・サッカー部」のメンバーは1969年3月31日に卒業したと話している。
クラブの運営資金は読売新聞、日本テレビ、よみうりランドが4・4・2の割合で負担し、サッカースクールや少年サッカー大会の収入なども貴重な財源であった。
日本サッカーリーグ（JSL）では他の参加クラブが有力企業に属し、社員の福利厚生や宣伝を目的とした企業アマ（企業チーム・実業団チーム）と呼ばれる形態を採用していたのに対し、同クラブは欧米型のクラブチームの形態を採用し、様々な職種の人々によって構成された。またクラブから給料を貰い、試合の結果によって報奨金を得ることができる事実上のプロであった。
当初は柴田宗宏を選手兼指導者として迎え、柴田、高田静夫、野地照樹ら東京教育大学出身者を選手強化の中核とすると共に、少年指導にも当らせた。「練習グランドを作り、少年達を育てる」ことに重点が置かれ、欧州型のサッカークラブに倣い下部組織からトップまで使用できる練習グラウンドをよみうりランド内に建設、東京ヴェルディとなった現在もここを練習場として使用している。
1972年にJSL2部に昇格し、監督に成田、コーチに宇野勝やオランダ人のフランス・ファン・バルコム、選手にジョージ与那城らを迎え戦力の充実を図る。成田や宇野らは数年でクラブを去り、クラブの黎明期を支えた柴田ら東教大出身者達も教員や審判員へと転じた。そしてクラブに残ったバルコムの勝負に対する厳しさと与那城のブラジル・スタイルのサッカーがそのままクラブの特徴となっていった。
バルコムは小見幸隆、岡島俊樹、松木安太郎ら高卒の無名選手を鍛え上げ、後に日本代表に選出されるまでに成長させた。しかしJSL2部では圧倒的な強さを誇りながら入替戦の壁は厚く1974年、1975年の2度挑戦を挑むがいずれも果たすことはできなかった。
この後、西邑昌一監督、相川亮一コーチに移行し、1977年にジャイロ・マトスらを迎え4度目の挑戦で初のJSL1部昇格を果たした。また同年にはルイ・ゴンサゥヴェス・ラモス・ソブリニョが来日したが、1978年1月の日産自動車サッカー部戦での行為により1年間の出場停止処分を受けた。
1部へ昇格すると1978年は4位、1979年は2位に入り優勝争いを繰り広げた。ラモスも出場停止が明けると中心選手としてクラブを牽引した。また、戸塚哲也、都並敏史ら下部組織で育成された選手達がトップデビューを果たし、「練習グランドを作り、少年達を育てる」事が実を結ぶようになった。また、早稲田大学から日本代表DFの加藤久が加入し、1980年代の黄金時代で中心的な役割を果たした。
1983年に念願のJSL1部制覇（クラブチームとしては全チームを通して日本リーグ初優勝）を達成すると翌年はJSLリーグ、天皇杯の二冠を達成。
また日産自動車サッカー部との熾烈なライバル関係で知られていた。日産は世界的に著名な選手を獲得して戦力向上を図った。これに対して読売は著名な指導者を招聘することで戦力向上を図った。1983年にはドイツのルディ・グーテンドルフ、1990年にはブラジルのカルロス・アルベルト・ダ・シルバを監督として迎えた。
1991年10月1日、Jリーグ加盟に際しての運営会社「読売日本サッカークラブ株式会社」（1999年「日本テレビ・フットボールクラブ株式会社」、2009年10月「東京ヴェルディ1969フットボールクラブ株式会社」）を設立する。

## 略歴
- 1969年 創設
- 1970年 関東サッカーリーグ昇格
- 1972年 JSL2部昇格
- 1977年 JSL1部昇格

## タイトル

### リーグ戦
- 日本サッカーリーグ
  - 1983年、1984年、1986年/87年、1990年/91年、1991年/92年

### カップ戦他
- JSLカップ
  - 1979年、1985年、1991年
- 天皇杯全日本サッカー選手権大会
  - 1984年、1986年、1987年
- スーパーカップ
  - 1984年
- コニカカップ
  - 1990年
- ゼロックスチャンピオンズ杯（1991/92年度に開催されたJSL/天皇杯/JSL杯/コニカ杯の優勝4チームによるトーナメント）
  - 1992年
- アジアクラブ選手権
  - 1987/88年度

## 成績

### 日本テレビサッカー部
| 年度 | カテゴリ | 順位 | 勝 | 分 | 敗 | 監督       |
| ---- | -------- | ---- | -- | -- | -- | ---------- |
| 1969 | 東京都B  | 優勝 | 9  | 0  | 0  | 成田十次郎 |

### 読売サッカークラブ
| 年度    | カテゴリ | 順位 | 勝点 | 勝 | 分          | 敗 | 得点 | 失点 | 監督                             |
| ------- | -------- | ---- | ---- | -- | ----------- | -- | ---- | ---- | -------------------------------- |
| 1970    | 東京都A  | 優勝 | 24   | 12 | 0           | 1  |      |      | 成田十次郎                       |
| 1971    | 関東     | 3位  | 18   | 9  | 0           | 5  | 29   | 17   | 成田十次郎                       |
| 1972    | JSL2部   | 7位  | 15   | 7  | 1           | 10 | 27   | 31   | 成田十次郎                       |
| 1973    | JSL2部   | 3位  | 24   | 10 | 4           | 4  | 40   | 21   | フランス・ファン・バルコム       |
| 1974    | JSL2部   | 優勝 | 26   | 11 | 4           | 3  | 46   | 20   | フランス・ファン・バルコム       |
| 1975    | JSL2部   | 2位  | 26   | 11 | 4           | 3  | 43   | 16   | フランス・ファン・バルコム       |
| 1976    | JSL2部   | 2位  | 25   | 11 | 3           | 4  | 51   | 28   | 西邑昌一                         |
| 1977    | JSL2部   | 優勝 | 47   | 11 | 1PK勝 1PK敗 | 5  | 41   | 19   | 西邑昌一                         |
| 1978    | JSL1部   | 4位  | 43   | 10 | 1PK勝 1PK敗 | 6  | 40   | 30   | 西邑昌一                         |
| 1979    | JSL1部   | 2位  | 44   | 10 | 0PK勝 4PK敗 | 4  | 48   | 26   | 西邑昌一                         |
| 1980    | JSL1部   | 6位  | 17   | 8  | 1           | 9  | 37   | 29   | 西邑昌一                         |
| 1981    | JSL1部   | 2位  | 25   | 8  | 9           | 1  | 32   | 16   | 相川亮一                         |
| 1982    | JSL1部   | 7位  | 17   | 4  | 9           | 5  | 16   | 20   | 相川亮一                         |
| 1983    | JSL1部   | 優勝 | 27   | 12 | 3           | 3  | 27   | 13   | 相川亮一 / 千葉進（代行）        |
| 1984    | JSL1部   | 優勝 | 26   | 11 | 4           | 3  | 41   | 20   | ルディ・グーテンドルフ           |
| 1985    | JSL1部   | 9位  | 19   | 7  | 5           | 10 | 28   | 31   | ルディ・グーテンドルフ           |
| 1986-87 | JSL1部   | 優勝 | 29   | 11 | 7           | 4  | 35   | 18   | 与那城ジョージ                   |
| 1987-88 | JSL1部   | 5位  | 24   | 8  | 8           | 6  | 23   | 17   | 与那城ジョージ                   |
| 1988-89 | JSL1部   | 5位  | 32   | 8  | 8           | 6  | 25   | 23   | 与那城ジョージ                   |
| 1989-90 | JSL1部   | 2位  | 46   | 13 | 7           | 2  | 38   | 16   | カルロス・アルベルト・ダ・シルバ |
| 1990-91 | JSL1部   | 優勝 | 49   | 15 | 4           | 3  | 41   | 16   | カルロス・アルベルト・ダ・シルバ |
| 1991-92 | JSL1部   | 優勝 | 51   | 15 | 6           | 1  | 43   | 13   | ペペ                             |

## 読売クラブ出身の主な選手
Category:読売サッカークラブの選手も参照
GK
- 藤川孝幸
- 中村和哉
- ヴィエラン・シムニッチ
- 菊池新吉
- ディド・ハーフナー

DF
- 野地照樹
- 松木安太郎
- トレド
- 田口孝広（恭裕）
- 都並敏史
- 加藤久
- 岸野靖之
- 加藤善之
- 千疋美徳
- 堀池巧
- 坂下博之
- 中村忠
- 倉田安治

MF
- 高田静夫
- 小見幸隆
- 与那城ジョージ
- 鈴木武一
- 大渕龍介
- 戸塚哲也
- ジャイール
- 川勝良一
- 菊原志郎
- 三浦泰年
- エジソン
- バウテル
- 北澤豪

FW
- 岡島俊樹
- 濱口和明
- ラモス瑠偉
- 大友正人
- 上島康夫
- スティーブン・パターソン
- 武田修宏
- ガウショ
- ミルトン
- 浅岡朝泰
- 鋤柄昌宏
- 藤吉信次
- 三浦知良
- 阿部良則
- トニーニョ

## スタジアム
東京都にある国立霞ヶ丘競技場陸上競技場、国立西が丘サッカー場、駒沢オリンピック公園総合運動場陸上競技場を中心に、等々力陸上競技場（川崎市）でも主催試合が開催された。
- 開催実績(JSL1部)
  - 国立　 57試合
  - 等々力 33試合
  - 西が丘 18試合
  - 駒沢　 12試合
  - 地方 　20試合

## 下部組織
- 1979年4月に「読売サッカークラブ・ジュニア（1990年に読売サッカークラブ・ジュニオールへ名称変更）」を結成し[13]、1990/91年から1991/92年シーズンには日本サッカーリーグ2部に在籍した。また、読売クラブの女子チームとして、読売サッカークラブ女子ベレーザ（現在の日テレ・ベレーザ）が1981年に創設されている[13]。